# Jelovec, Sodražica
Jelovec je obcestno naselje v Občini Sodražica. Nahaja se v kotlasti dolini, ki jo zahodno nad Sodražico zapirajo hrib Kamnun, strma pobočja Velike gore na jugu in Hosta z eno domačijo. 
Ob potoku Jelovščica prevladujejo travniki, kmetijstvo je usmerjeno v živinorejo. Proti Sodražici je velik peskokop.